# Вільгельм Бек
Вільгельм Бек (нім. Wilhelm Beck; 26 березня 1885, Трізенберг — 20 січня 1936, Валенштадт) — політик, один із засновників Народної партії (VP) у князівстві Ліхтенштейн в 1918 році.
Вільгельм Бек вивчав право у Цюриху і Мюнхені та отримав у 1911 році ступінь доктора юридичних наук, після чого з 1912 по 1918 роки працював у юридичних фірмах у Флюмсі та Санкт-Галлені. З 1914 року він був власником юридичної фірми в Вадуці, у якій працював, починаючи із 1919 року. У 1914–1928 та 1932–1934 роках Вільгельм Бек був депутатом Ландтагу Ліхтенштейну. З 1922 по 1928 роки був спікером парламенту. Короткий час служив урядовим радником.
Вільгельм Бек відіграв велику роль у прийнятті рішення щодо митного договору з Австрією у 1919 році, прийнятті Конституції 1921 року, в укладенні митного союзу зі Швейцарією у 1923–24 роках та в інших важливих і далекоглядним законодавчих реформах у Ліхтенштейні, які лягли в основу подальшого економічного розвитку князівства.
Доктор Вільгельм Бек помер 20 січня 1936 року. Його твори зберігаються у Національній бібліотеці Ліхтенштейну.